# San Pio da Pietrelcina

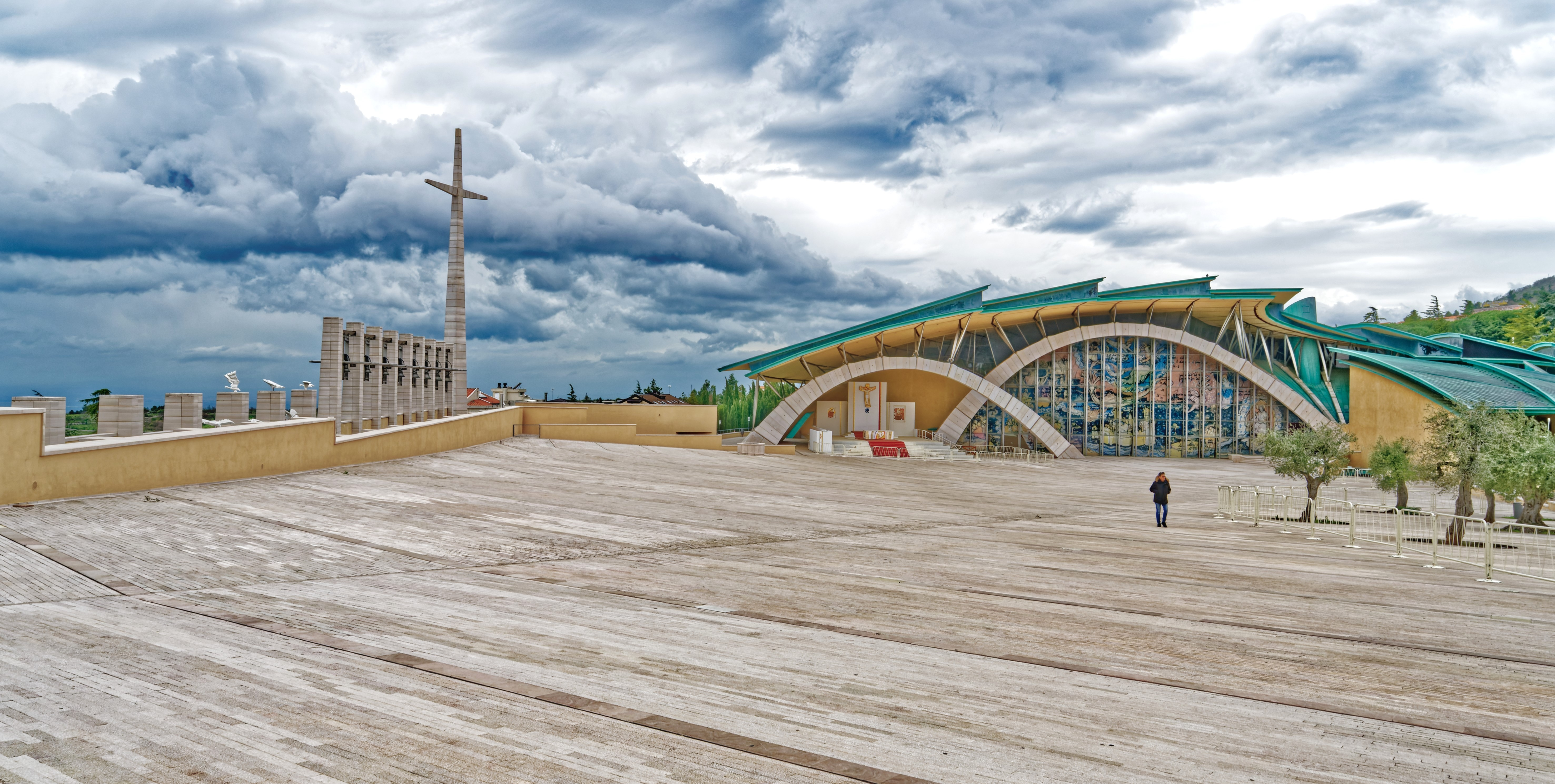
Der große Platz mit San Pio da Pietrelcina.

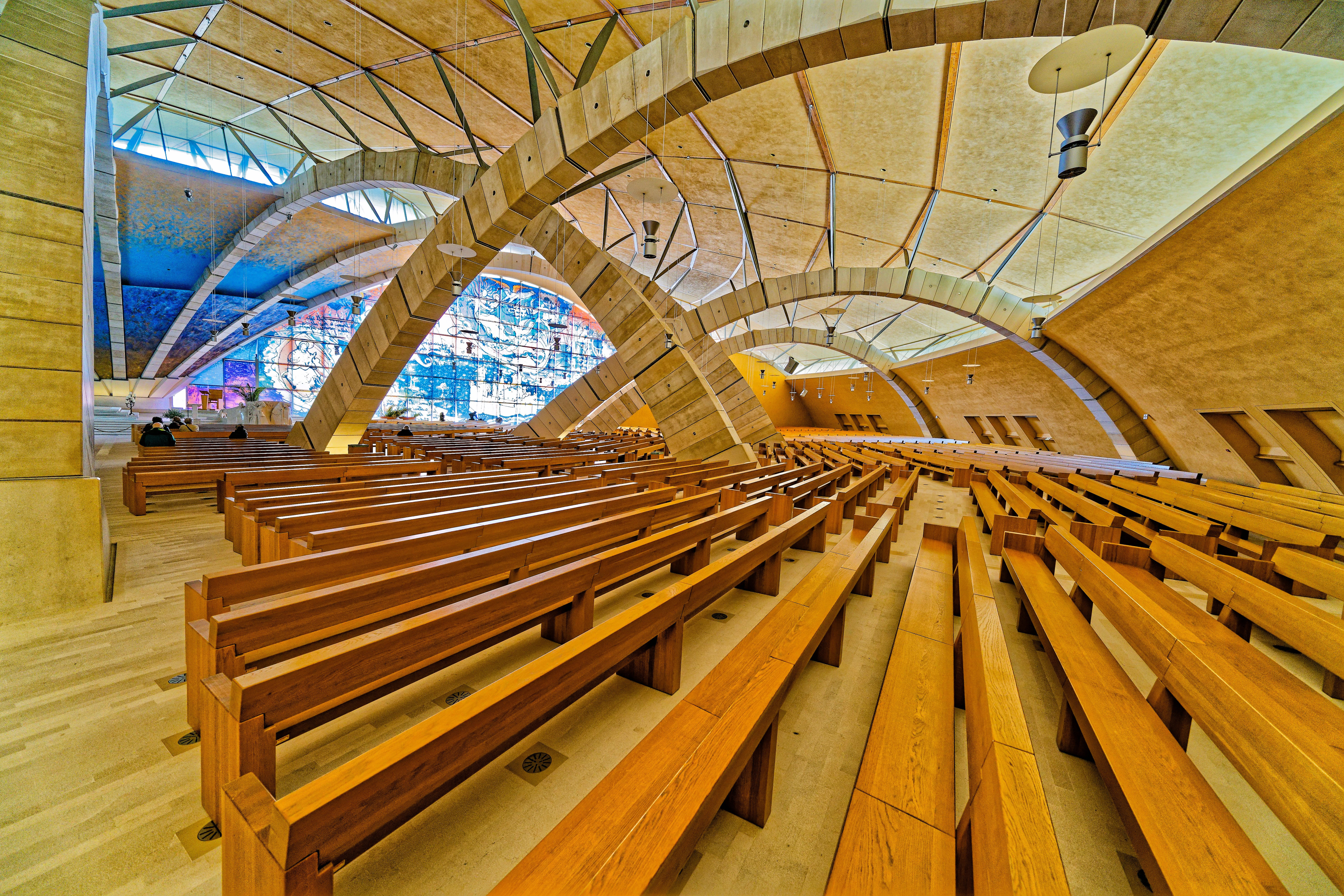
Innenraum

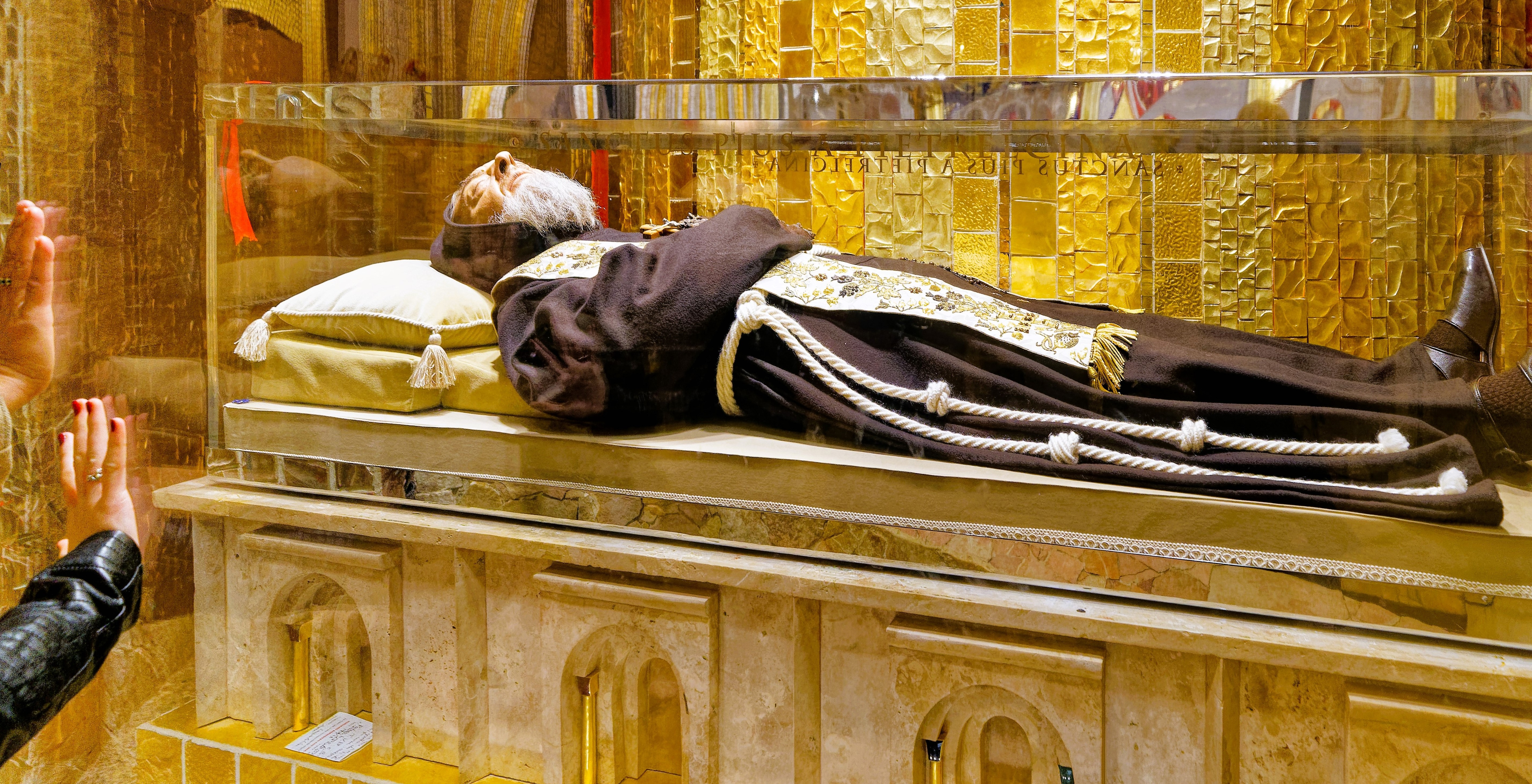
Glassarg von Padre Pio.

San Pio da Pietrelcina (Heiliger Pio von Pietrelcina) ist eine Wallfahrtskirche in San Giovanni Rotondo (Provinz Foggia, Apulien).

## Geschichte

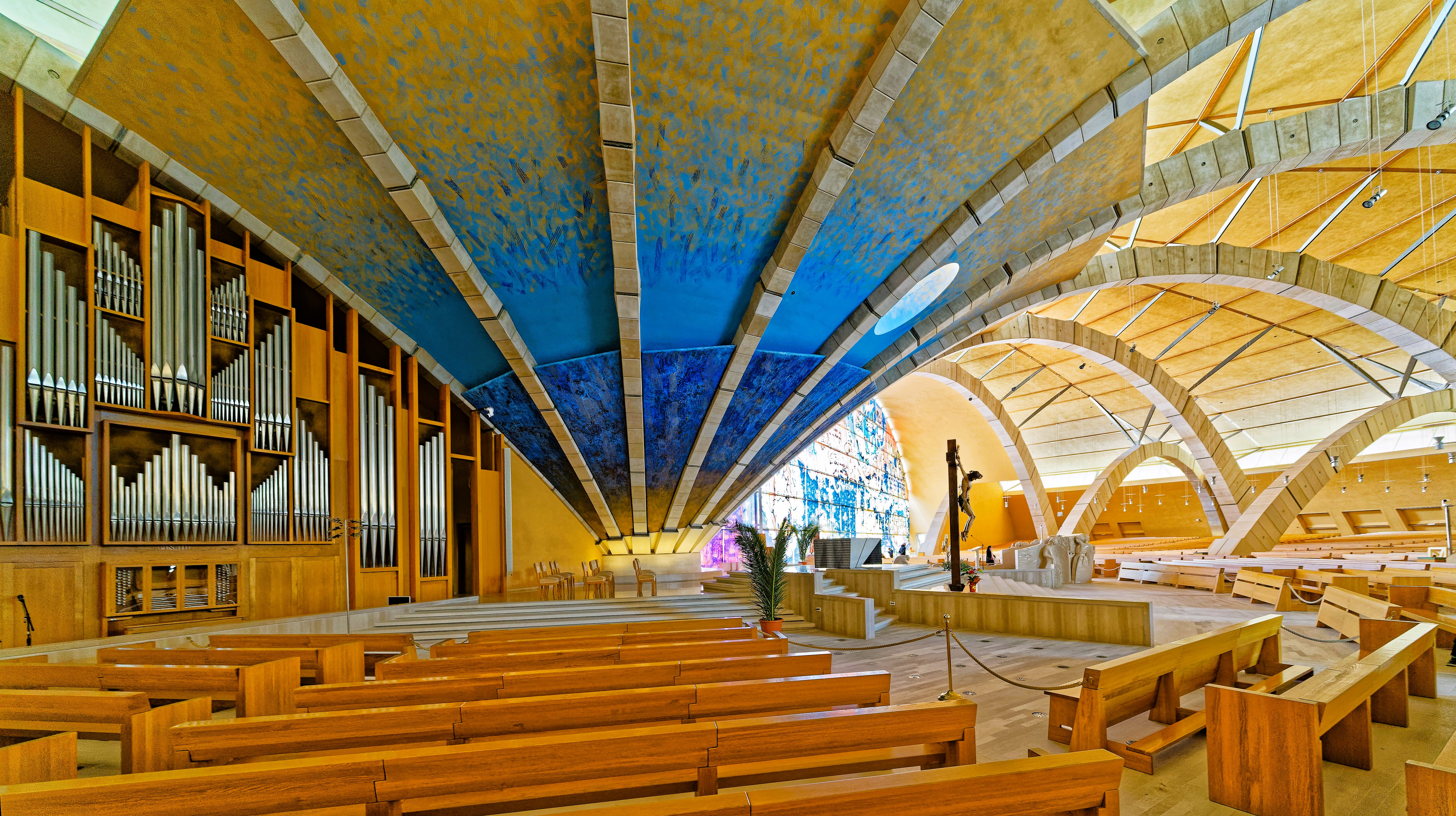
Die Orgel in der Oberkirche.

Die Kirche, ein riesiger Zentralbau auf muschelförmigem Grundriss, wurde 1991 bis 2004 nach Entwurf des italienischen Architekten Renzo Piano errichtet. Seit dem 19. April 2010 ist sie Ruhestätte des hl. Pater Pio (1887–1968), Kapuzinerpater, Priester und Beichtvater, der im Kloster Santa Maria delle Grazie in San Giovanni Rotondo von 1916 bis zu seinem Tode lebte und heute der wohl populärste Heilige Italiens ist. Sein Leichnam ist in der Unterkirche in einem Glassarg zur Verehrung ausgestellt.
Der Neubau des Wallfahrtsorts für Pater Pio besteht aus dem Vorplatz und der Kirche mit Vortragssälen, Aufenthaltsräumen und über 30 Beichtstühlen sowie der Unterkirche, die 1.000 Menschen fasst und mit Mosaiken von Marko Ivan Rupnik ausgestattet ist. Die Wallfahrtskirche selbst bietet Platz für 6.500 Menschen; auf dem Vorplatz können sich weitere 30.000 Menschen versammeln.

Den Innenraum der Kirche richtete Renzo Piano in Raumgliederung und Lichtführung auf den zentralen Altar aus. Dem Fußboden entspringen mehrere Bögen aus Kalkquadern. Einige enden nebeneinander an der Rückwand des Altarraums.

Die Wallfahrtskirche im Detail
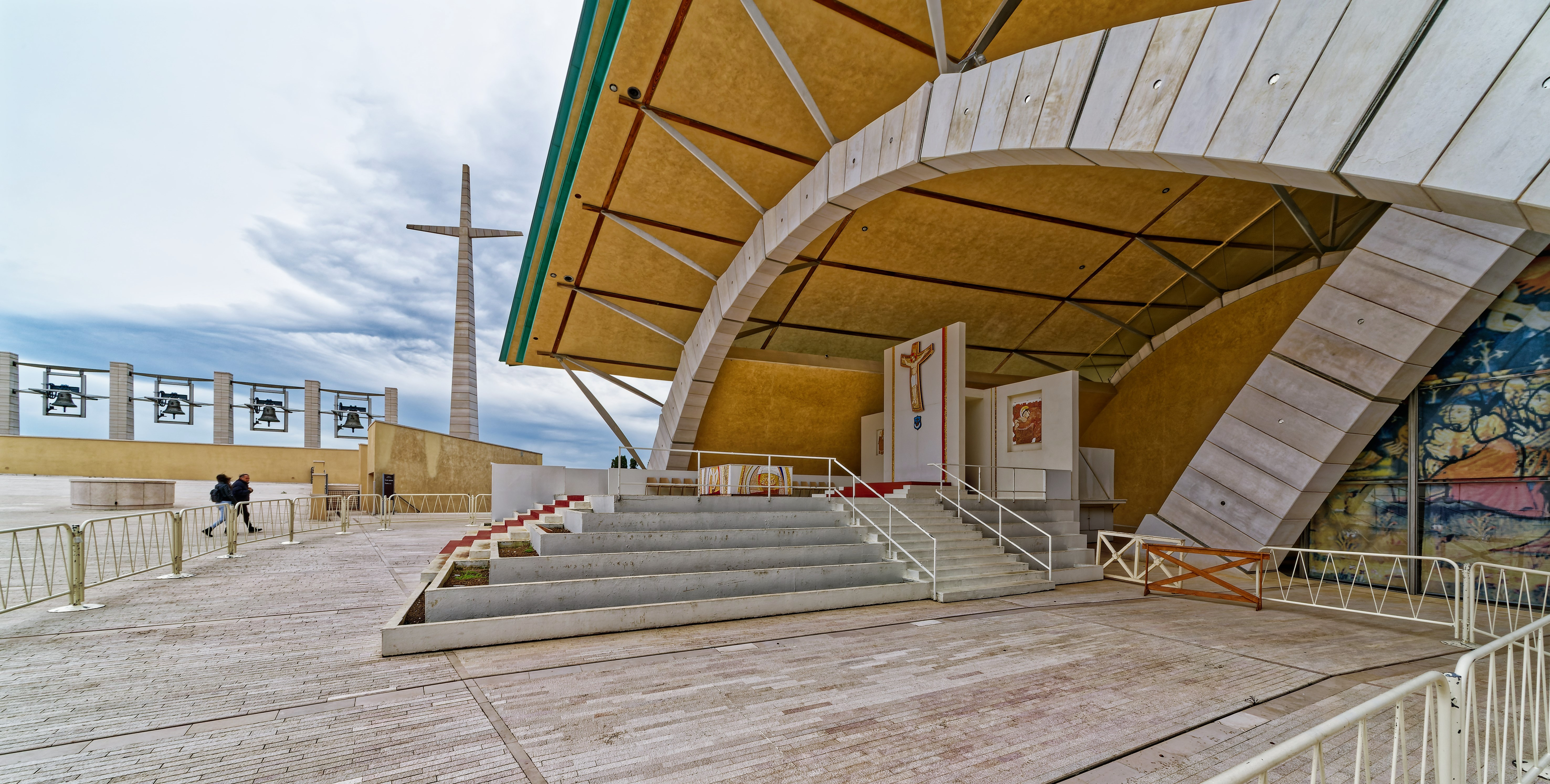
Äußerer Altarbereich
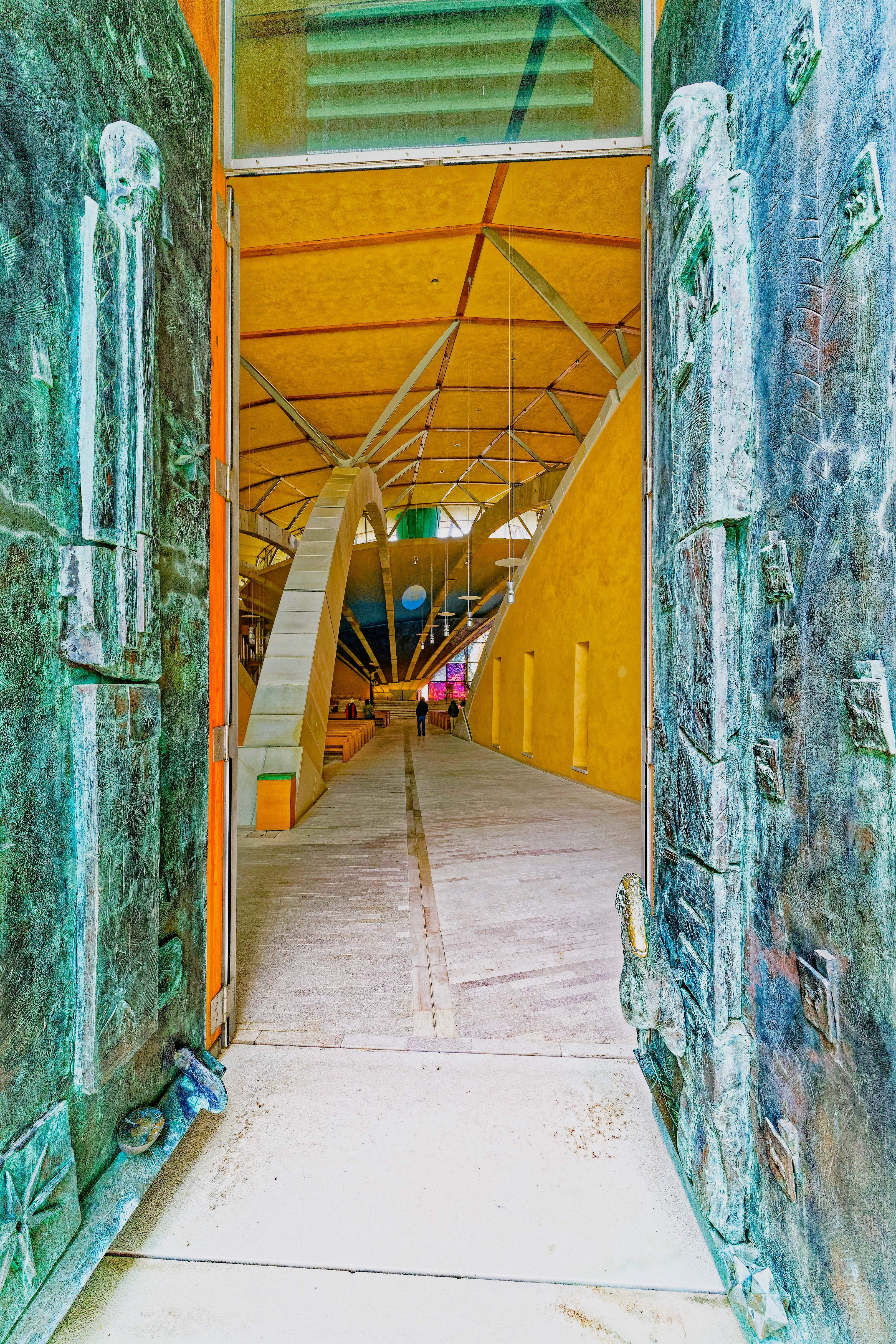
Bronzeportal
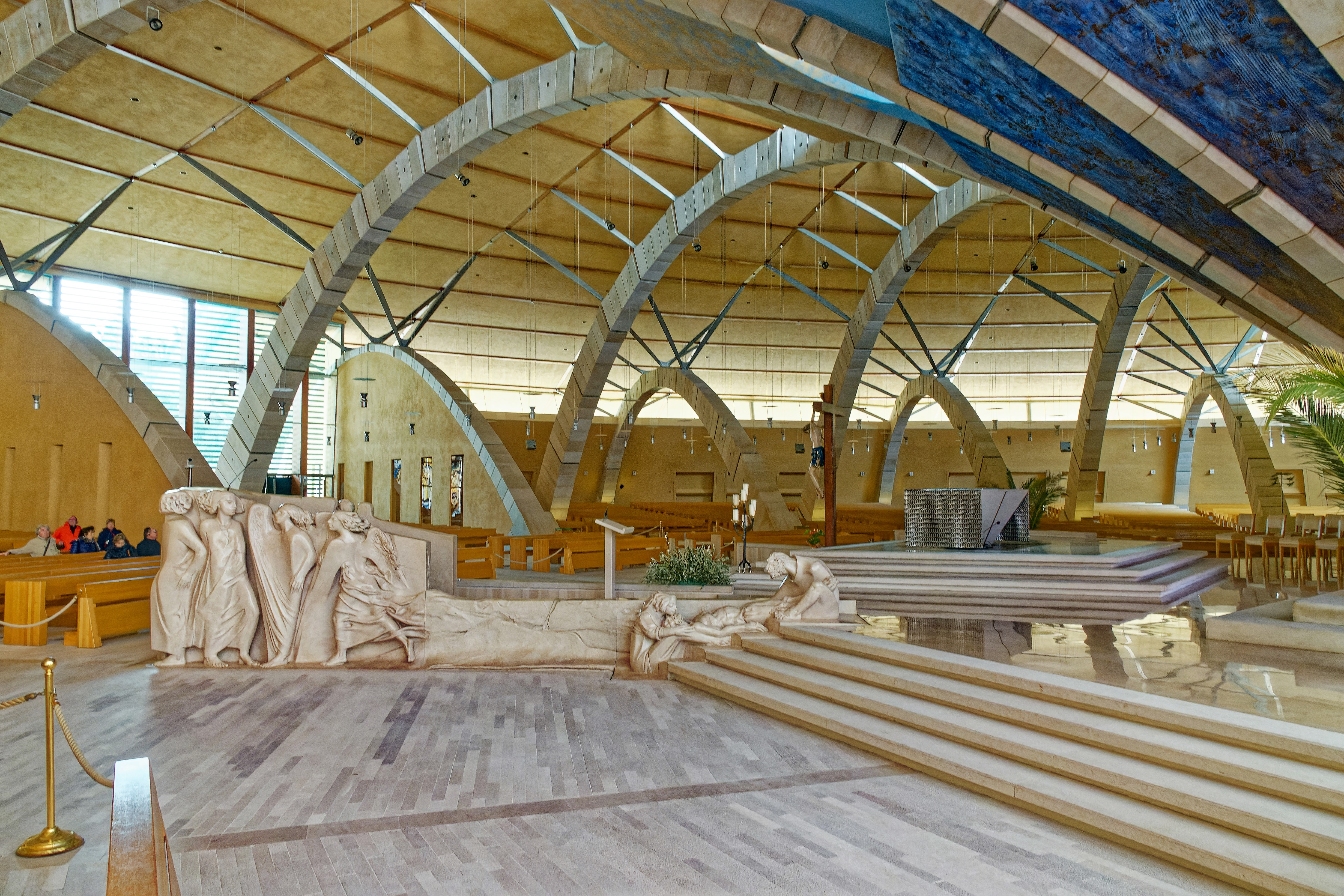
Altarbereich
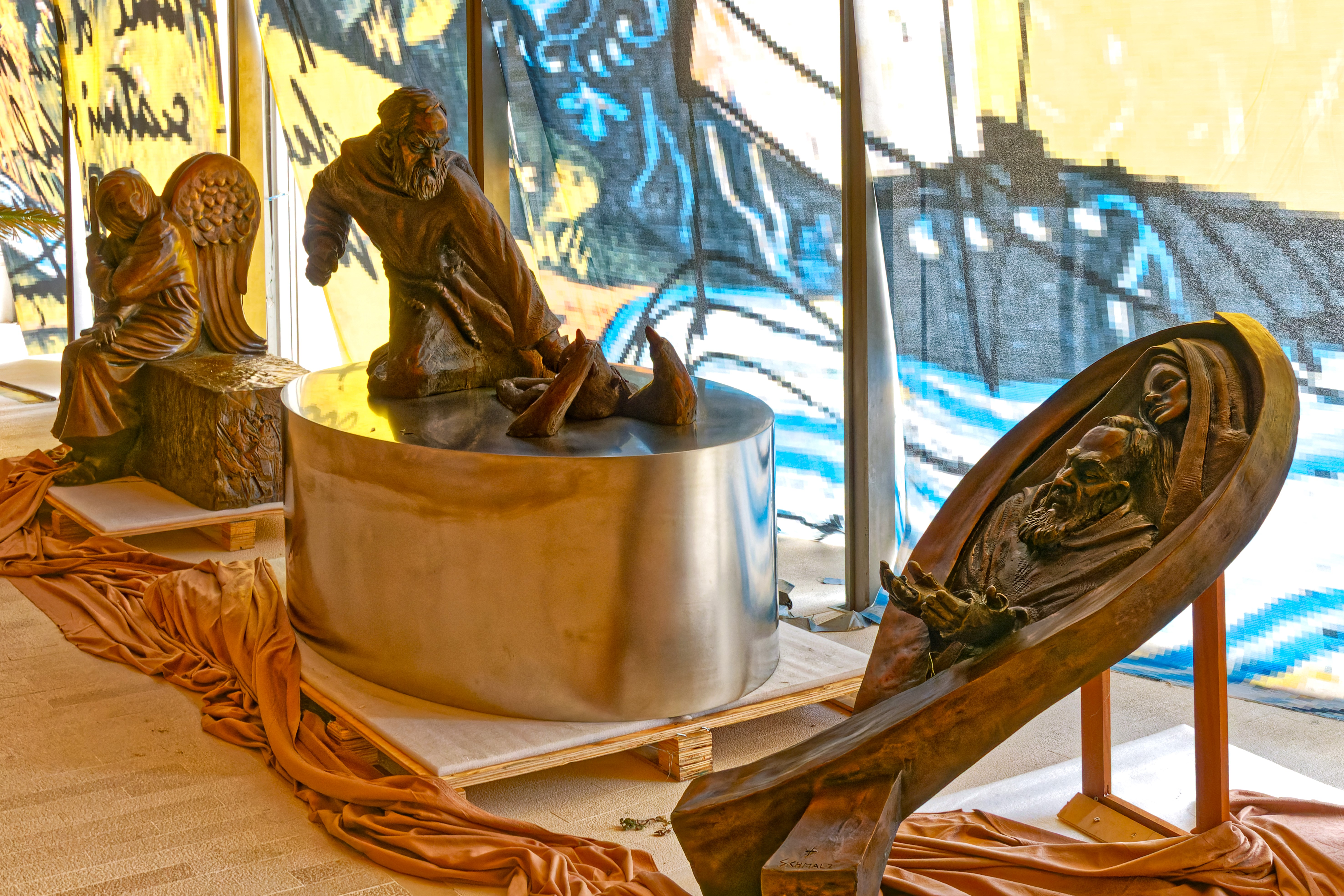
Bronzekunstwerk
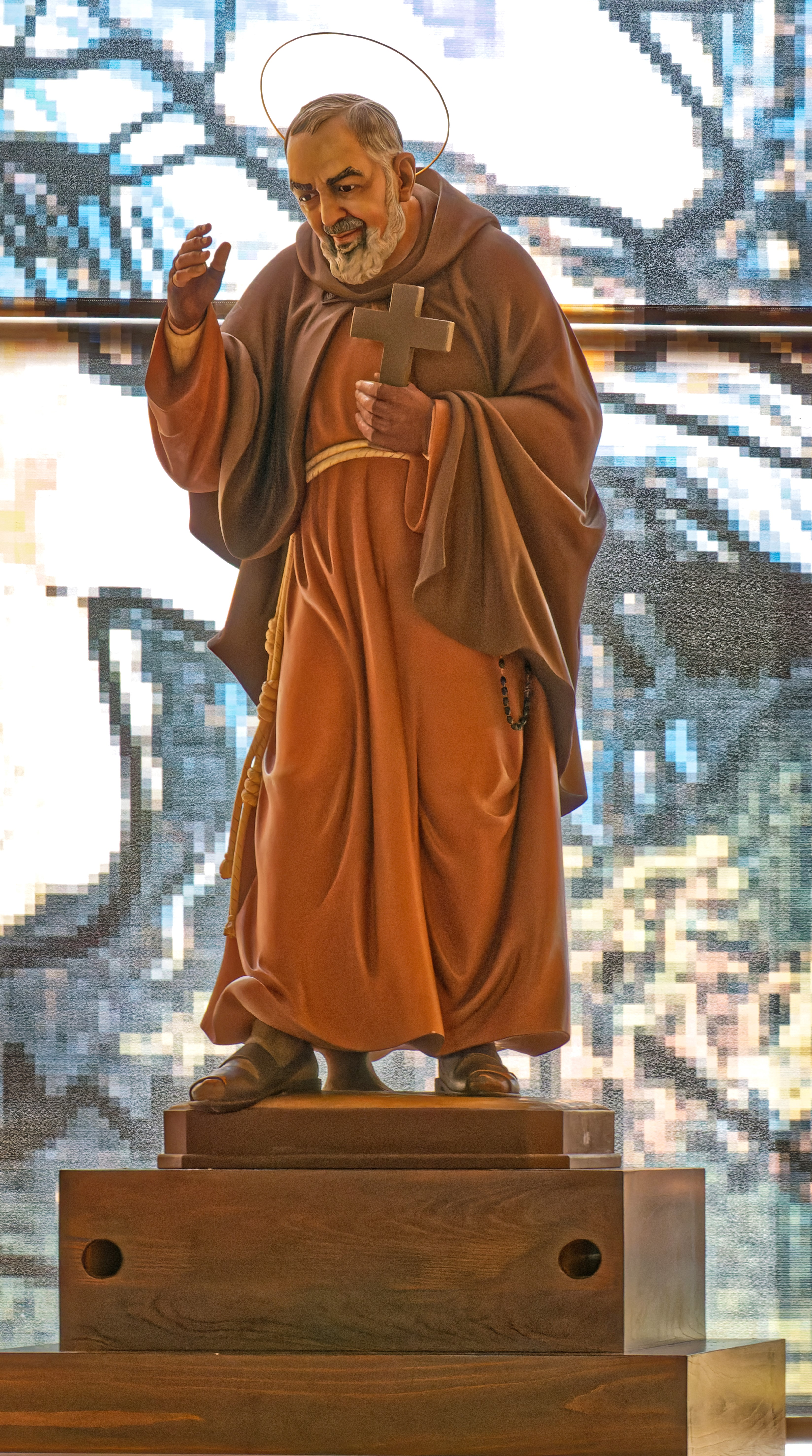
Statue Pater Pio
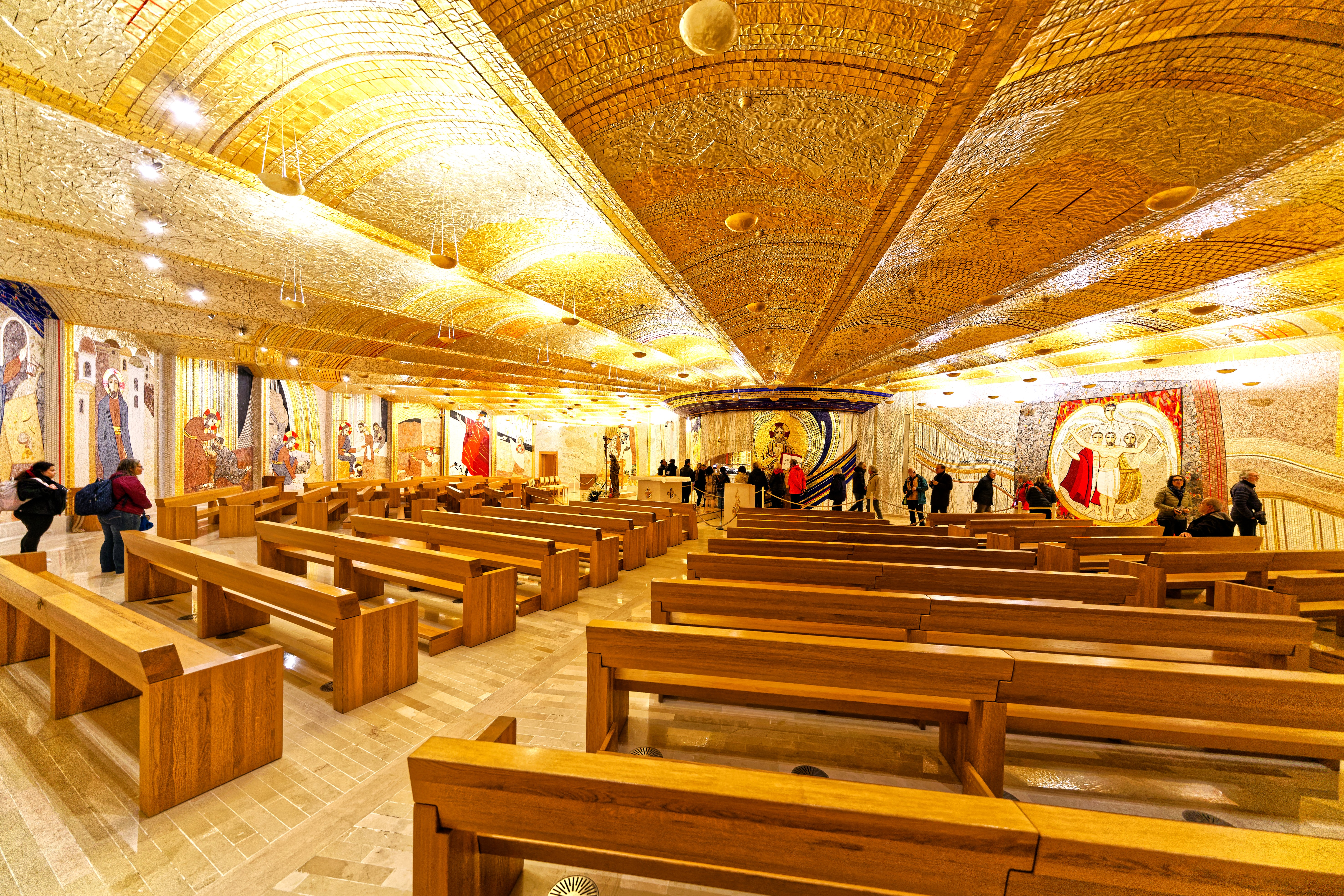
Die Krypta

## Orgel
In der Ober- und der Unterkirche befindet sich jeweils eine Orgel. Die Orgel der Oberkirche wurde im Jahre 2005 von dem Orgelbauer Pinchi erbaut. Das Orgelgehäuse wurde von Renzo Piano gestaltet. Das Schleifladen-Instrument hat 78 Register (5.814 Pfeifen) auf vier Manualwerken und Pedal. Die Spieltrakturen sind mechanisch, die Registertrakturen sind elektrisch.
| I Positivo C-c4   |        |
| Positivo aperto   |        |
| Principale        | 8′     |
| Bordone           | 8′     |
| Quintadena        | 8′     |
| Ottava            | 4′     |
| Flauto a camino   | 4′     |
| Nazardo           | 2 ⁄3′  |
| Ottava            | 2′     |
| Flauto a becco    | 2′     |
| Flauto in III     | 1 3⁄5′ |
| Larigot           | 1 ⁄3′  |
| Scharf III-V      |        |
| Sesquialtera II   |        |
| Cromorno          | 8′     |
| Regale            | 8′     |
| Tremolo           |        |
|                   |        |
| Positivo italiano |        |
| Principale        | 8′     |
| Ottava            | 4′     |
| XV                | 2′     |
| XIX               | 1 ⁄3′  |
| XXII              | 1′     |
| Voce umana        | 8′     |

| II Grand’Organo C–c4 |        |
| Principale           | 16′    |
| Quintadena           | 16′    |
| Ottava               | 8′     |
| Flauto               | 8′     |
| Viola da gamba       | 8′     |
| Gran quinta          | 5 1⁄3′ |
| Ottava               | 4′     |
| Flauto a cuspide     | 4′     |
| Terza                | 3 1⁄5′ |
| Quinta               | 2 ⁄3′  |
| Superottava          | 2′     |
| Mistura              | V-VI   |
| Cimbalo              | III    |
| Tromba               | 16′    |
| Tromba               | 8′     |
| Tromba               | 4′     |

| III Espressivo C–c4 |        |
| Bordone             | 16′    |
| Principale          | 8′     |
| Cor de nuit         | 8′     |
| Flauto              | 8′     |
| Viola               | 8′     |
| Voce celestiale II  |        |
| Ottava              | 4′     |
| Flauto armonico     | 4′     |
| Nazardo             | 2 ⁄3′  |
| Ottavino            | 2′     |
| Terza               | 1 3⁄5′ |
| Piccolo             | 1′     |
| Progressio armonica | II-IV  |
| Fagotto             | 16′    |
| Tromba armonica     | 8′     |
| Oboe                | 8′     |
| Clarone armonico    | 4′     |
| Tremolo             |        |

| IV Solo C–c4    |        |
| Montre          | 8′+4′  |
| Flauto armonico | 8′     |
| Flauto traverso | 8′     |
| Flagioletto     | 2′     |
| Cimbalo         | III-VI |
| Cornetto        | V      |
| Tuba            | 8′     |
| Clarinetto      | 8′     |
| Voce corale     | 8′     |
| Tremolo         |        |

| Pedale C–g1    |     |
| Principale     | 32′ |
| Bordone        | 32′ |
| Principale     | 16′ |
| Subbasso       | 16′ |
| Violone        | 16′ |
| Basso          | 8′  |
| Bordone        | 8′  |
| Violoncello    | 8′  |
| Basso corale   | 4′  |
| Mistura        | VI  |
| Cornettone     | IV  |
| Controbombarda | 32′ |
| Bombarda       | 16′ |
| Trombone       | 16′ |
| Tromba         | 8′  |
| Clarone dolce  | 4′  |